# Hammarborrning
Hammarborrning är en schaktfri metod som innebär att en tryckluftshammare slår en roterande borrkrona, försedd med hårdmetalltänder, genom berget, marken eller betongen. Metoden används mest vid borrning av energi- och vattenbrunnar och vid entreprenadborrning.
I samband med ledningsbyggnad används hammarborrning då man vet eller misstänker att hinder kan finnas i ledningslinjen, eller då borrförhållandena är osäkra. Några exempel är då en ledning eller ett skyddsrör ska dras rakt genom solitt berg, i mark och vägbankar med stenblock eller då andra hinder finns, exempelvis grundmurar av sten eller betong.
Då det finns risk att borrhålet ska kollapsa används foderrör.

## Tekniska data
| Max ledningsdiameter | 1200 mm                         |
| Max längd            | 80 meter                        |
| Rörmaterial          | Stål                            |
| Utrymmesbehov        | Startschakt med avgrusad botten |
| Begränsningar        | Lera                            |